# Uwe Kamps
Uwe Kamps, född den 12 juni 1964 i Düsseldorf i Tyskland, är en västtysk fotbollsspelare som tog OS-brons i fotbollsturneringen vid de olympiska sommarspelen 1988 i Seoul.